# Problème de Signorini
Le problème de Signorini est un problème d'élastostatique en élasticité linéaire : il consiste à trouver la configuration d'équilibre élastique d'un corps élastique anisotrope non homogène, reposant sur une surface rigide sans frottement et soumis uniquement à ses forces de masse. Le nom a été inventé par Gaetano Fichera en l'honneur de son professeur, Antonio Signorini : le nom original qu'il lui a donné est problème aux conditions aux limites ambiguës.

## Historique
« 

Le problème classique de Signorini : quelle sera la configuration d'équilibre du corps élastique de forme sphérique (orange) reposant sur le plan rigide sans frottement (bleu) ?

- — Il mio discepolo Fichera mi ha dato una grande soddisfazione
- — Ma Lei ne ha avute tante, Professore, durante la Sua vita, rispose il Dottor Aprile, ma Signorini rispose di nuovo:
- — Ma questa è la più grande. E queste furono le sue ultime parole.

 »
« 
— Mon élève Fichera m'a donné une grande satisfaction
- — Mais vous en avez eu beaucoup, Professeur, au cours de votre vie, a répondu le Dr Aprile, mais Signorini a répondu à nouveau :
- — Mais c'est la plus importante. Et voici ses derniers mots.

 »
— (Fichera 1995, p. 49)
Le problème a été posé par Antonio Signorini lors d'un cours enseigné à l'Istituto Nazionale di Alta Matematica en 1959, publié plus tard sous forme d'article (Signorini 1959), développant une courte description précédente qu'il avait donnée dans une note publiée en 1933. Signorini l'a lui-même appelé problème avec conditions aux limites ambiguës, puisqu'il existe deux ensembles alternatifs de conditions aux limites que la solution doit satisfaire sur tout point de contact donné. L'énoncé du problème implique non seulement des égalités mais aussi des inégalités, et on ne sait pas a priori laquelle des deux séries de conditions aux limites est satisfaite en chaque point. Signorini a demandé de déterminer si le problème est bien posé ou non au sens physique, c'est-à-dire si sa solution existe et est unique ou non : il a explicitement invité de jeunes analystes à étudier le problème.
Gaetano Fichera et Mauro Picone ont assisté au cours, et Fichera commence à étudier le problème : comme il ne trouve aucune référence à des problèmes similaires dans la théorie des problèmes aux limites, il décidé de l'aborder en partant du premier principe, plus précisément du principe du travail virtuel.
Au cours des recherches de Fichera sur le problème, Signorini commence à souffrir de graves problèmes de santé : néanmoins, il souhaite connaître la réponse à sa question avant sa mort. Picone, lié par une forte amitié avec Signorini, commence à poursuivre Fichera pour trouver une solution : Fichera lui-même, lié également à Signorini par des sentiments similaires, perçoit les derniers mois de 1962 comme des jours inquiétants. Finalement, dans les premiers jours de janvier 1963, Fichera peut donner une preuve complète de l'existence d'une solution unique pour le problème à condition limite ambiguë, qu'il appelle alors le « problème de Signorini » en l'honneur de son professeur. Une annonce de recherche préliminaire, publiée plus tard (Fichera 1963), a été rédigée et soumise à Signorini exactement une semaine avant sa mort. Signorini a exprimé sa grande satisfaction de voir une solution à sa question. Quelques jours plus tard, Signorini eut avec son médecin de famille, Damiano Aprile, la conversation citée ci-dessus. 
La solution du problème de Signorini coïncide avec la naissance du champ des inégalités variationnelles.

## Énoncé formel du problème
Le contenu de cette section et des sous-sections suivantes suit de près le traitement de Gaetano Fichera dans Fichera 1963, Fichera 1964b et aussi Fichera 1995 : sa dérivation du problème est différente de celle de Signorini en ce qu'il ne considère pas seulement les corps incompressibles et une surface de repos plane, comme le fait Signorini. Le problème consiste à trouver le vecteur de déplacement à partir de la configuration naturelle {\textstyle {\boldsymbol {u}}({\boldsymbol {x}})=\left(u_{1}({\boldsymbol {x}}),u_{2}({\boldsymbol {x}}),u_{3}({\boldsymbol {x}})\right)} d'un corps élastique anisotrope non homogène qui se trouve dans un sous-ensemble {\displaystyle A} de l'espace euclidien tridimensionnel dont la frontière est {\textstyle \partial A} et dont la normale intérieure est le vecteur {\displaystyle {\boldsymbol {n}}}, reposant sur une surface rigide sans frottement dont la surface de contact (ou plus généralement l'ensemble de contact) est {\displaystyle \Sigma } et soumis uniquement aux forces de masse {\textstyle {\boldsymbol {f}}({\boldsymbol {x}})=\left(f_{1}({\boldsymbol {x}}),f_{2}({\boldsymbol {x}}),f_{3}({\boldsymbol {x}})\right)}, et les forces de surface {\textstyle {\boldsymbol {g}}({\boldsymbol {x}})=\left(g_{1}({\boldsymbol {x}}),g_{2}({\boldsymbol {x}}),g_{3}({\boldsymbol {x}})\right)} appliqué sur la surface libre (c'est-à-dire non en contact avec la surface de repos) {\textstyle \partial A\setminus \Sigma } : l'ensemble {\displaystyle A} et la surface de contact {\displaystyle \Sigma } caractérisent la configuration naturelle du corps et sont connues a priori. Par conséquent, le corps doit satisfaire les équations d’équilibre général
(1)     {\displaystyle \qquad {\frac {\partial \sigma _{ik}}{\partial x_{k}}}-f_{i}=0\qquad {\text{pour }}i=1,2,3}
écrit en utilisant la notation d'Einstein comme tout dans le développement suivant, les conditions aux limites ordinaires sur {\textstyle \partial A\setminus \Sigma }
(2)     {\displaystyle \qquad \sigma _{ik}n_{k}-g_{i}=0\qquad {\text{pour }}i=1,2,3}
et les deux ensembles de conditions limites suivants sur {\displaystyle \Sigma }, où {\textstyle {\boldsymbol {\sigma }}={\boldsymbol {\sigma }}({\boldsymbol {u}})} est le tenseur des contraintes de Cauchy. Évidemment, les forces de masse et les forces de surface ne peuvent pas être données de manière arbitraire mais elles doivent satisfaire une condition pour que le corps atteigne une configuration d'équilibre : cette condition sera déduite et analysée supra.

### Les conditions aux limites ambiguës
Si {\textstyle {\boldsymbol {\tau }}=(\tau _{1},\tau _{2},\tau _{3})} est un vecteur tangent à l'ensemble de contact {\displaystyle \Sigma }, alors la condition limite ambiguë en chaque point de cet ensemble est exprimée par les deux systèmes d'inégalités suivants
(3)     {\displaystyle \quad {\begin{cases}u_{i}n_{i}&=0\\\sigma _{ik}n_{i}n_{k}&\geq 0\\\sigma _{ik}n_{i}\tau _{k}&=0\end{cases}}}     ou     (4)     {\displaystyle {\begin{cases}u_{i}n_{i}&>0\\\sigma _{ik}n_{i}n_{k}&=0\\\sigma _{ik}n_{i}\tau _{k}&=0\end{cases}}}
Pour mieux comprendre leur signification :
- Chaque ensemble de conditions est constitué de trois relations, égalités ou inégalités, et tous les seconds membres sont nuls.
- Les quantités du premier membre de chaque première relation sont proportionnelles à la norme de la composante du vecteur de déplacement porté par le vecteur normal {\displaystyle {\boldsymbol {n}}}.
- Les quantités du premier membre de chaque deuxième relation sont proportionnelles à la norme de la composante du vecteur tension porté par le  vecteur normal {\displaystyle {\boldsymbol {n}}},
- Les quantités au premier membre de chaque troisième relation sont proportionnelles à la norme de la composante du vecteur de tension le long de tout vecteur {\displaystyle {\boldsymbol {\tau }}} tangent au point donné à l'ensemble de contact {\displaystyle \Sigma }.
- Les quantités du premier membre de chacune des trois relations sont positives si elles sont dans le même sens du vecteur auquel elles sont proportionnelles, tandis qu'elles sont négatives dans le cas contraire, donc les constantes de proportionnalité sont respectivement {\textstyle +1} et {\textstyle -1}.

Connaissant ces faits, l'ensemble des conditions (3) s'applique aux points de la frontière du corps qui ne quittent pas l'ensemble de contact {\displaystyle \Sigma } dans la configuration d'équilibre, puisque, selon la première relation, le vecteur déplacement {\displaystyle {\boldsymbol {u}}} n'a pas de composantes dirigées comme le vecteur normal {\displaystyle {\boldsymbol {n}}}, tandis que, selon la deuxième relation, le vecteur tension peut avoir une composante avec la même direction que le vecteur normal {\displaystyle {\boldsymbol {n}}} et ayant le même sens. De manière analogue, l'ensemble des conditions (4) s'applique aux points de la frontière du corps qui laissent cet ensemble dans la configuration d'équilibre, puisque le vecteur de déplacement {\displaystyle {\boldsymbol {u}}} a une composante dans la même direction que le vecteur normal {\displaystyle {\boldsymbol {n}}}, tandis que le vecteur de tension n'a pas de composantes dirigées comme le vecteur normal {\displaystyle n} . Pour les deux ensembles de conditions, le vecteur de tension n'a pas de composante tangente à l'ensemble de contact, selon l'hypothèse selon laquelle le corps repose sur une surface rigide sans frottement.
Chaque système exprime une contrainte unilatérale, dans le sens où ils expriment l'impossibilité physique du corps élastique à pénétrer dans la surface où il repose : l'ambiguïté ne réside pas seulement dans les valeurs inconnues que doivent satisfaire les quantités non nulles sur l'ensemble de contact mais aussi dans le fait qu'on ne sait pas a priori si un point appartenant à cet ensemble satisfait le système de conditions aux limites (3) ou (4) . L'ensemble des points où (3) est satisfait est appelé la zone d'appui du corps élastique sur {\displaystyle \Sigma }, tandis que son complément par rapport à {\displaystyle \Sigma } est appelée la zone de séparation.
La formulation ci-dessus est générale puisque le tenseur des contraintes de Cauchy, c'est-à-dire l'équation constitutive du corps élastique, n'a pas été explicitée : elle est aussi valable en supposant l'hypothèse d' élasticité linéaire que celle d' élasticité non linéaire . Cependant, comme il apparaîtra clairement à partir des développements suivants, le problème est intrinsèquement non linéaire, donc supposer un tenseur de contrainte linéaire ne simplifie pas le problème.

### Forme du tenseur des contraintes dans la formulation de Signorini et Fichera
La forme adoptée par Signorini et Fichera pour l'énergie potentielle élastique est la suivante (comme dans les développements précédents, la notation d'Einstein est adoptée)
{\displaystyle W({\boldsymbol {\varepsilon }})=a_{ik,jh}({\boldsymbol {x}})\varepsilon _{ik}\varepsilon _{jh}}
où
- {\textstyle {\boldsymbol {a}}({\boldsymbol {x}})=\left(a_{ik,jh}({\boldsymbol {x}})\right)} est le tenseur d'élasticité
- {\textstyle {\boldsymbol {\varepsilon }}={\boldsymbol {\varepsilon }}({\boldsymbol {u}})=\left(\varepsilon _{ik}({\boldsymbol {u}})\right)=\left({\frac {1}{2}}\left({\frac {\partial u_{i}}{\partial x_{k}}}+{\frac {\partial u_{k}}{\partial x_{i}}}\right)\right)} est le tenseur de déformation infinitésimal

Le tenseur des contraintes de Cauchy a donc la forme suivante
(5)     {\displaystyle \sigma _{ik}=-{\frac {\partial W}{\partial \varepsilon _{ik}}}\qquad {\text{pour }}i,k=1,2,3}
et il est linéaire par rapport aux composantes du tenseur de déformation infinitésimale ; cependant, il n'est ni homogène ni isotrope.

## Solution du problème
Quant à la section sur l'énoncé formel du problème de Signorini, le contenu de cette section et des sous-sections incluses suit de près le traitement de Gaetano Fichera dans Fichera 1963, Fichera 1964b, Fichera 1972 et aussi Fichera 1995 : évidemment, l'exposé se concentre sur les étapes de base de la preuve de l'existence et de l'unicité pour la solution du problème (1), (2), (3), (4) et (5), plutôt que sur les détails techniques.

### L'énergie potentielle
La première étape de l'analyse de Fichera ainsi que la première étape de l'analyse d'Antonio Signorini dans Signorini 1959 est l'analyse de l' énergie potentielle, c'est-à-dire la fonctionnelle suivante
(6)      {\displaystyle I({\boldsymbol {u}})=\int _{A}W({\boldsymbol {x}},{\boldsymbol {\varepsilon }})\mathrm {d} x-\int _{A}u_{i}f_{i}\mathrm {d} x-\int _{\partial A\setminus \Sigma }u_{i}g_{i}\mathrm {d} \sigma }
où {\displaystyle u} appartient à l'ensemble des déplacements admissibles {\textstyle {\mathcal {U}}_{\Sigma }} c'est-à-dire l'ensemble des vecteurs de déplacement satisfaisant le système de conditions aux limites (3) ou (4) . La signification de chacun des trois termes est la suivante
- le premier est l'énergie potentielle élastique totale du corps élastique
- la deuxième est l'énergie potentielle totale due aux forces de masse, par exemple la force gravitationnelle
- la troisième est l'énergie potentielle due aux forces de surface, par exemple les forces exercées par la pression atmosphérique

Signorini (1959, pp. 129–133) a pu prouver que le déplacement admissible {\displaystyle u} qui minimise l'intégrale {\displaystyle I(u)} est une solution au problème aux conditions aux limites ambiguës (1), (2), (3), (4) et (5), en supposant qu'il s'agit d'une fonction {\displaystyle C^{1}} supportée sur l'adhérence {\textstyle {\bar {A}}} de l'ensemble {\displaystyle A} : cependant Gaetano Fichera a donné une classe de contre-exemples (Fichera 1964b, p. 619–620) montrant qu'en général, des déplacements admissibles ne sont pas des fonctions lisses de ces classes. Ainsi, Fichera essaie de minimiser la fonctionnelle (6) dans un espace fonctionnel plus large : ce faisant, il calcule d'abord la dérivée première (ou dérivée fonctionnelle) de la fonctionnelle donnée dans le voisinage du déplacement minimisant admissible {\displaystyle {\boldsymbol {u}}\in {\mathcal {U}}_{\Sigma }}, et donc impose qu'il soit positif ou nul
{\displaystyle \left.{\frac {\mathrm {d} }{\mathrm {d} t}}I({\boldsymbol {u}}+t{\boldsymbol {v}})\right\vert _{t=0}=-\int _{A}\sigma _{ik}({\boldsymbol {u}})\varepsilon _{ik}({\boldsymbol {v}})\mathrm {d} x-\int _{A}v_{i}f_{i}\mathrm {d} x-\int _{\partial A\setminus \Sigma }\!\!\!\!\!v_{i}g_{i}\mathrm {d} \sigma \geq 0\qquad \forall {\boldsymbol {v}}\in {\mathcal {U}}_{\Sigma }}
En définissant les fonctionnelles suivantes
{\displaystyle B({\boldsymbol {u}},{\boldsymbol {v}})=-\int _{A}\sigma _{ik}({\boldsymbol {u}})\varepsilon _{ik}({\boldsymbol {v}})\mathrm {d} x,\quad F({\boldsymbol {v}})=\int _{A}v_{i}f_{i}\mathrm {d} x+\int _{\partial A\setminus \Sigma }\!\!\!\!\!v_{i}g_{i}\mathrm {d} \sigma \qquad {\boldsymbol {u}},{\boldsymbol {v}}\in {\mathcal {U}}_{\Sigma }}
l'inégalité précédente peut s'écrire comme
(7)      {\displaystyle B({\boldsymbol {u}},{\boldsymbol {v}})-F({\boldsymbol {v}})\geq 0\qquad \forall {\boldsymbol {v}}\in {\mathcal {U}}_{\Sigma }}
Cette inégalité est l'inégalité variationnelle du problème de Signorini.